# Karp w galarecie

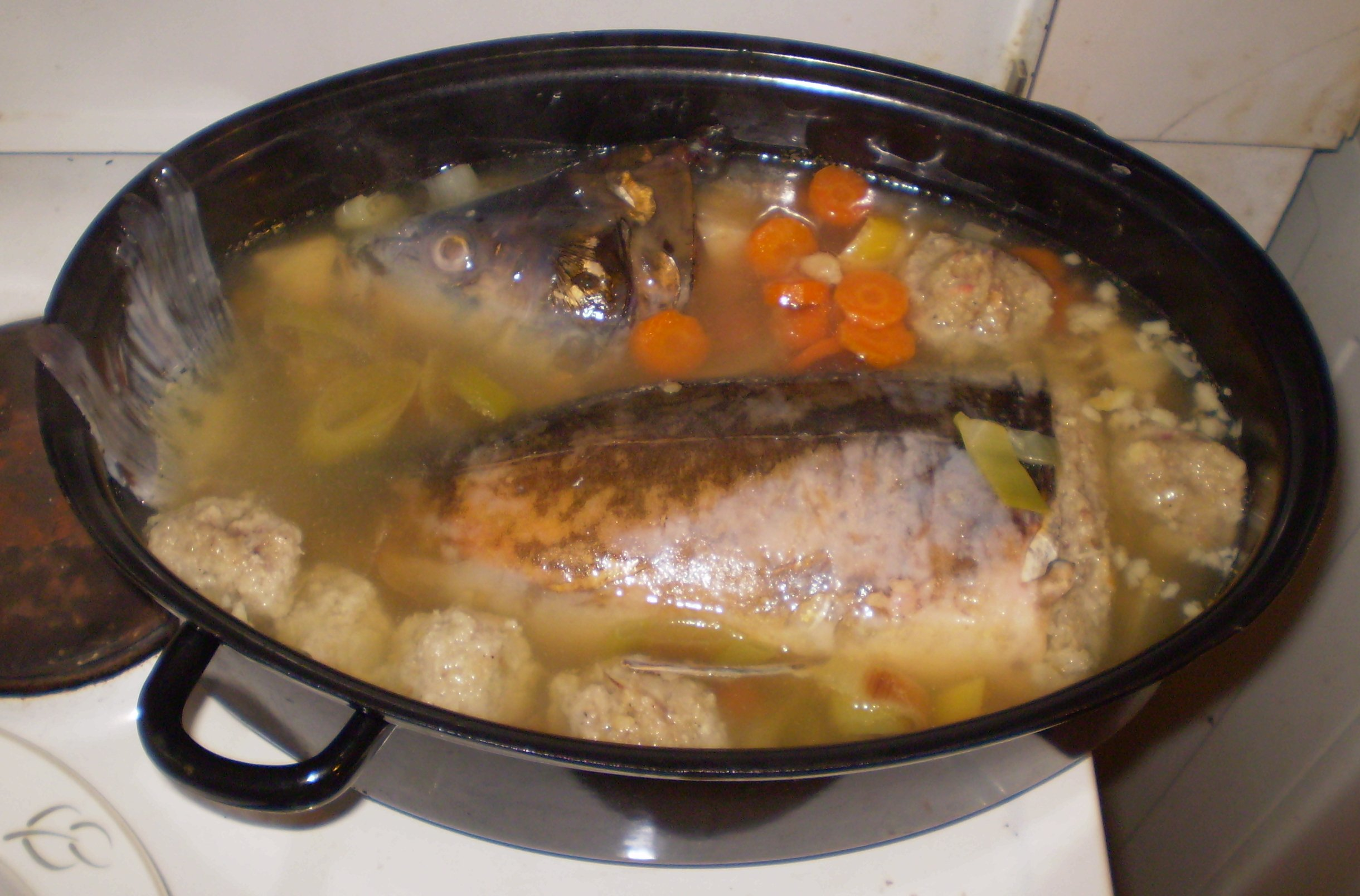
Karp w galarecie po żydowsku

Karp w galarecie – karp podany na zimno w galarecie, tradycyjne danie kuchni polskiej i żydowskiej. Jest jednym z polskich dań wigilijnych.

## Historia
Karp w polskim jadłospisie znalazł dość znaczącą pozycję. Powodów można się doszukiwać zarówno w dostępie do rzek oraz jezior, a także w kulturze chrześcijańskiej, która umocniła znaczenie ryb ze względu na post. Z tego powodu karp w galarecie na polskim stole, pojawiał i pojawia się najczęściej w piątki oraz dni, w które z uwagi na religijny charakter danego święta, nie spożywa się mięsa. 
Początkowo był to dziki karp formy rzecznej, sazan. Karpia hodowlanego wywodzącego się z Chin, sprowadzili do Polski w XII w. cystersi, pisał o nim już Jan Długosz. Wprowadzili go do swojego jadłospisu też polscy Żydzi.
Przepis na karpia w galarecie został podany już w "Compendium ferculorum, albo zebranie potraw" Stanisława Czernieckiego, najstarszej polskiej książce kucharskiej z 1682 roku. Można więc uznać go za tradycyjną, dawną i typowo polską potrawę. Szczególnie posmakował „polskim władcom”, przez co jedną z najpopularniejszych odmian tej ryby nazywa się karpiem królewskim.
Przepis m.in. na karpia w kwaśnej galarecie, zamieściła też Lucyna Ćwierczakiewiczowa w książce 365 obiadów za pięć złotych.

....szczupak, sandacz, karp, leszcz lub lin ....gdy ryba okaże się już ugotowana, to jest łupka, wtedy wyjąć ostrożnie płaską łyżką durszlakową wszystkie dzwona na półmisek i przykryć, sos zaś wygotować jeszcze tak, aby zostało go dwie trzecie; gdy przestygnie, wlać trzy białka rozbite na pianę dla sklarowania jak również łyżkę bardzo tęgiego estragonowego octu; zagotować razem, odstawić od ognia na pięć minut aby się sklarował i dopiero przez serwetę przecedzić; rybę ułożyć w salaterkę; lub w jaką formę, wybierając najładniejsze kawałki na dno, można również ułożyć na dno salaterki lub formy plasterki cytryny, jaja twarde, korniszony, grzybki marynowane, kapary etc. etc. wlać trochę galarety.....

O tym, że karp nie był jednak powszechnie znany w Polsce świadczy wpadka międzywojennych dziennikarzy. W 1927 redakcja „Expresu Zagłębia” z Sosnowca zamieściła na łamach gazety zdjęcie rybaka z dorodnym karpiem wyjaśniając, iż:

... okazały karp z głębin dalekiego morza znajdzie się dzisiaj na niejednym wigilijnym stole.

### Po 1945
Po II wojnie hasło, aby karp zagościł podczas wigilii na Polskim stole, w pierwszych latach istnienia PRL, gdy trzeba było zaspokoić potrzeby konsumpcyjne ludności, miał rzucić ówczesny minister przemysłu Hilary Minc.
Historię o roli ministra we wprowadzeniu karpia na świąteczne stoły zakwestionował prof. Jarosław Dumanowski z Uniwersytetu Mikołaja Kopernika, w pracy: „Kuchnia polska. Tradycja, teraźniejszość, wspólnota”. Napisał m.in..

W czasach PRL-u z wigilijnych stołów zniknęły jesiotry, okonie, (wiślane) łososie, węgorze, szczupaki i wiele innych ryb: stąd może pochodzi i wrażenie, że osamotniony od tej pory karp to dar towarzysza Minca

## Wersje regionalne
Zmodyfikowane w różnych regionach Polski przepisy na karpia w galarecie  zostały wpisane na listę produktów tradycyjnych Ministerstwa Rolnictwa i Rozwoju Wsi.

### Wigilijny karp w galarecie (Lubelszczyzna)
Jednym  z takich dań jest wigilijny karp w galarecie, potrawa serwowana na Lubelszczyźnie w okresie świąt Bożego Narodzenia, w szczególności w dniu 24 grudnia. Wigilijny karp w galarecie został  wpisany w dniu 10 sierpnia 2023 na Listę Produktów Tradycyjnych Ministerstwa Rolnictwa i Rozwoju Wsi.

#### Wygląd i składniki
Karp ugotowany i pokrojony w dzwonka, ułożony na półmisku w całość łącznie z głową; dookoła ryby w asyście zastygniętej galarety znajdują się warzywa pokrojone w plasterki: marchew, pietruszka, seler, cebula; ryba w przekroju ma wygląd gotowanej ryby, zaś galareta jest przejrzysta.

### Lasowiacki karp w galarecie
Na terenie Puszczy Sandomierskiej istnieje długa tradycja przygotowywania potraw rybnych według przepisów przekazywanych z pokolenia na pokolenie. Lasowiacy w dołach wypełnionych wodą, rzekach i strumieniach poławiali ryby. Były to głównie liny, miętusy, leszcze, karasie, dzikie karpie, sumy, węgorze i okonie. Ryby smażono, wędzono lub gotowano. Danie z kuchni lasowiaków, zostało rozpowszechnione w okolicy Baranowa Sandomierskiego. Współcześnie lasowiacki karp w kwaśnej galarecie jest przygotowywany głównie na wigilię świąt Bożego Narodzenia i różnego rodzaju okazje (m.in. festyny).Tradycja przygotowywania karpia po lasowiacku została potwierdzona m.in. przez muzeum w Kolbuszowej.
W 2016 lasowiacki karp w galarecie został wpisany na listę produktów tradycyjnych Ministerstwa Rolnictwa i Rozwoju Wsi w woj. podkarpackim . 

#### Sposób przygotowania
Po oczyszczeniu karpia należy go pokroić w dzwonka, osolić i pozostawić na dwie godziny. Potem należy przygotować warzywa, takie jak marchew czy cebula. Karpia powoli gotuje się z warzywami i w międzyczasie przygotowuje zalewę z octu, liści laurowych i ziela angielskiego. Następnie ugotowanego karpia umieszcza się w naczyniu i zalewa wywarem zmieszanym z wcześniej przygotowaną kwaśną zalewą. Po ukończeniu powstaje danie o jasnoszarym kolorze i stałej galaretowatej konsystencji. W smaku jest kwaśne, lekko słone i ma zapach ryby i octu.

### Rytwiański karp w galarecie
Rytwiański karp w galarecie został wpisany na listę produktów tradycyjnych Ministerstwa Rolnictwa i Rozwoju Wsi w dniu 19 stycznia 2016 w kategorii: Produkty rybołówstwa w woj. świętokrzyskim. Przygotowywany jest na ważniejsze uroczystości  m.in.  na przyjęcia weselne, chrzciny i komunie.

#### Przygotowanie
Karp jest lekko solony i nacierany przeprawami, a następnie pozostawiony w chłodnym miejscu do dnia następnego. Śliwki suszone oraz rodzynki są moczone w ciepłej wodzie. Do wody z cebulą oraz przyprawami dodawane są warzywa: marchew, seler, pietruszka  i wszystko razem gotowane na wolnym ogniu. Następnie do tego wywaru dodawany jest karp pokrojony w dzwonka i gotowany przez około 20 minut. Na koniec warzywa, śliwki i rodzynki wraz z odpowiednio ułożonym karpiem zalewane są specjalnie przygotowaną galaretą.

#### Wygląd
Karp w całości zanurzony w galarecie z warzywami, suszonymi śliwkami i rodzynkami, udekorowany plastrami cytryny i zieloną pietruszką.